# Kjerrgarden
Kjerrgarden est un village norvégien au nord d’Askøy dans le Vestland. Une liaison routière au sud vers Åsebø est créée en 1961.